# Ernst Herrmann (Forschungsreisender)
Ernst Herrmann (* 24. September 1895 in Berlin; † 7. Juni 1970 in Osnabrück) war ein deutscher Geowissenschaftler, Forschungsreisender und Reiseschriftsteller.

## Leben
Nach seiner Teilnahme am Ersten Weltkrieg, in dem er schwer verwundet worden war, begann Herrmann 1917 ein Studium der Geologie, Mineralogie, Geographie und Physik in Berlin. 1924 promovierte er mit der Arbeit Über Zwillingsverwachsung gesteinsbildender Plagioklase und war danach erst als Volontärassistent im Mineralogisch-Petrographischen Institut, dann als Lehrer am Fichte-Gymnasium in Berlin beschäftigt.

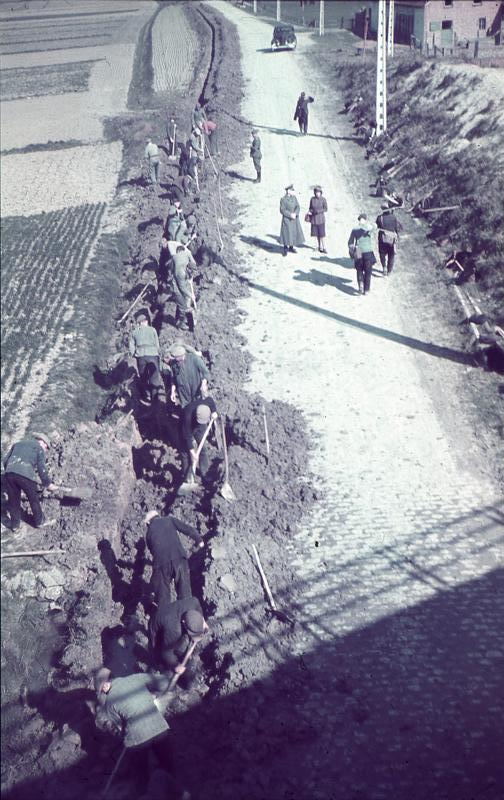
Kabelverlegung durch Zwangsarbeiter in Ostende (1941) während der deutschen Besatzung Belgiens, Aufnahme von Herrmann

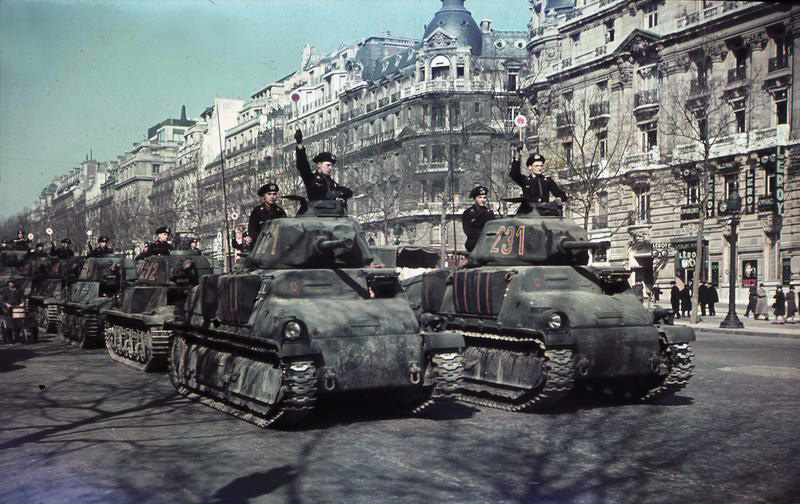
Parade von erbeuteten französischen Somua S-35 und Hotchkiss H-38-Panzern mit deutschen Panzersoldaten auf einem Boulevard (1941) während der deutschen Besatzung Frankreichs, Aufnahme von Herrmann

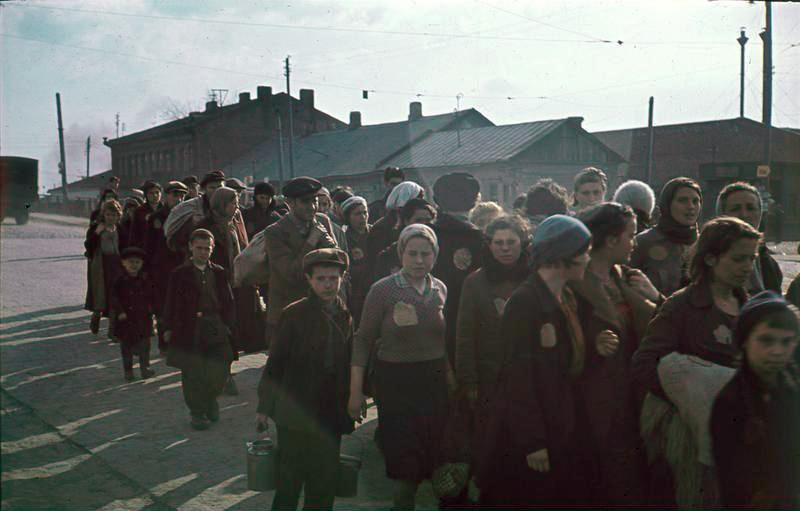
Gruppe von Juden mit Judensternen auf einer Straße in Minsk (1941) während der deutschen Besatzung Weißrusslands, Aufnahme von Herrmann

In den folgenden Jahren beteiligte sich Herrmann an zahlreichen Expeditionen, so nach Mittelschweden (1924), Norwegen (1925), Santorin (1925/26), Island (1926, 1931, 1934), Lappland (1928 und 1929), Italien (1932, 1936, 1939), Schweiz und Island (1933), Spitzbergen (1937) und Grönland (1938). 1938/39 war er Stellvertretender Expeditionsleiter der Deutschen Antarktischen Expedition. Über seine Reiseerfahrungen hielt er seit den 1930er Jahren Vorträge, veröffentlichte Beiträge in Presse und Rundfunk sowie auch mehrere eigene Bücher.
Im Zweiten Weltkrieg war Herrmann sowohl an der West- wie auch an der Ostfront.
Nach Kriegsende nahm er 1946 eine Lehrtätigkeit als Dozent für Geographie in Bederkesa, 1948 dann als Dozent für Geographie an der Pädagogischen Hochschule Celle (Adolf-Reichwein-Hochschule Celle, seit 1953 in Osnabrück) auf. 1961 ging er in den Ruhestand. Herrmann ist Namensgeber für das Herrmanngebirge in der Antarktis.

## Nachlass
Im April 1996 wurde der Bildnachlass von Ernst Herrmann durch eine seiner beiden Töchter dem deutschen Bundesarchiv übereignet. Im Zuge der Archivierung wurden dem Nachlass auch Schriften (Tagebücher, Korrespondenz, Manuskripte etc.) hinzugefügt. Mit einer Laufzeit von 1906 bis 1985 umfasst er (Stand November 2007) 1,2 Meter und befindet sich in Koblenz.

## Schriften
- Berge und Menschen in Lappland. Berlin 1932.
- Gletscher und Vulkane. Berlin 1934.
- Die Mitternächtigen Länder. Berlin 1935.
- Wikinger unserer Zeit: Nansen, Amundsen, Sven Hedin. Berlin 1937.
- Wege zum Nordpol. Entdeckungsgeschichte. Braunschweig 1940.
- Deutsche Forscher im Südpolarmeer. Berlin 1941.
- Mit dem Fieseler-Storch ins Nordpolarmeer. Berlin 1942.
- Das Nordpolarmeer – das Mittelmeer von morgen. Berlin 1943.
- Nansen, Fridtjof: Auf Schneeschuhen durch Grönland, neu hrsg. v. Ernst Herrmann. Berlin 1943.
- Die Pole der Erde. Berlin 1950.
- Die Werkstatt Vulkans. Berlin 1963.
- Am Himmel das Kreuz des Südens, bearbeitet von Hellmut Kotschenreuther. Berlin 1973.